# 馬納納拉河
23°20′30″S 47°42′00″E / 23.34167°S 47.70000°E

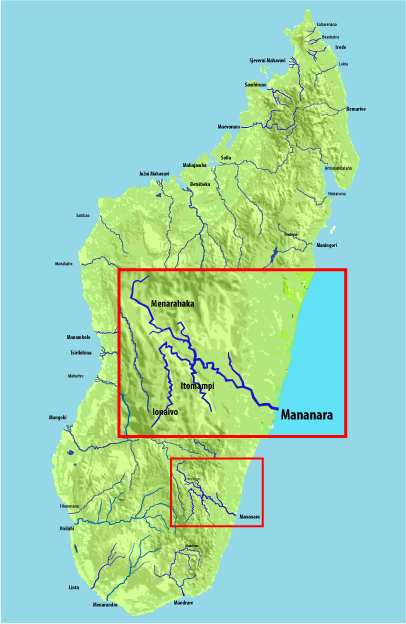

馬納納拉河，是馬達加斯加的河流，位於該國東南部，由阿齊莫-阿齊那那那區負責管轄，河道全長150公里，流域面積16,760平方公里，最終注入印度洋。